# Kazuo Kamimura
Kazuo Kamimura (japanska: 上村 一夫 Kamimura Kazuo?) var en japansk serieskapare. Han föddes 7 mars 1940 i Yokosuka och avled av strupcancer 11 januari 1986. Han var verksam i mangagenrerna gekiga och seinen. Tillsammans med Kazuo Koike skapade han 1972–1974 Shurayuki hime – i västerlandet känd som Lady Snowblood. Den serien blev föremål för tre japanska filmatiseringar och inspirerade Quentin Tarantino till hans Kill Bill.
Kamimura har, för sin eleganta penselförings skull, kallats "Showa-erans ukiyo-e-målare".

## Biografi

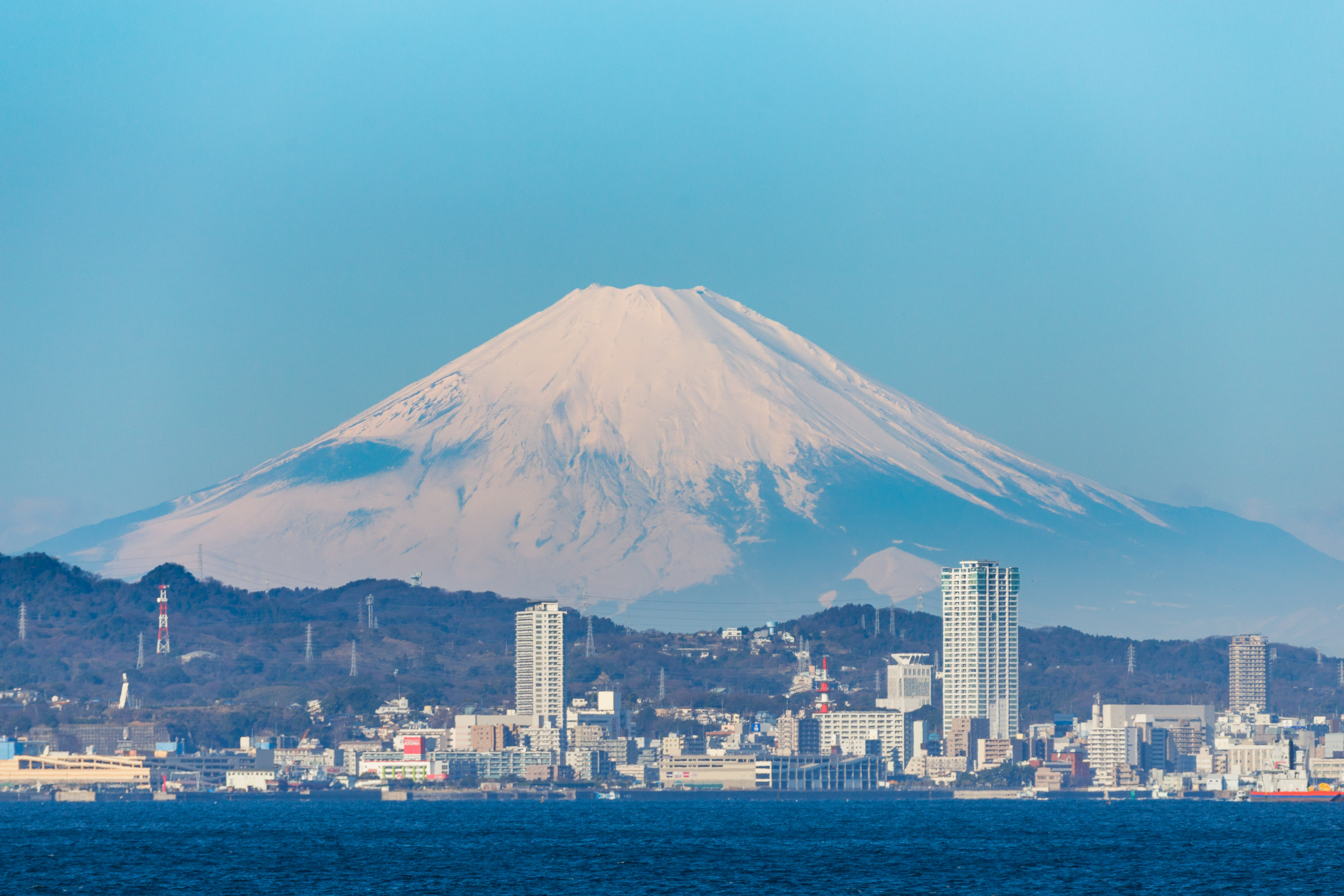
Kamimuras födelsestad Yokosuka ligger söder om Tokyo och öster om berget Fuji.

Kazuo Kamimura föddes i Yokosuka söder om Tokyo och studerade design på konsthögskolan i Musashino väster om själva Tokyo. Han gjorde sin seriedebut 1967 med Kawaiko Sayuri-chan no daraku, i första numret av tidningen Gekkan Town.
Kazuo Kamimura tillhörde den första generationen av japanska vuxenserieskapare. Han gjorde sig ett namn med sin nyskapande och eleganta estetik och drog sig inte för att teckna känsliga ämnen. Hans genombrottsverk Dōsei jidai vållade skandal med sin ocensurerade beskrivning av ett sammanboende, ogift par.
Kamimura var oerhört produktiv och tecknad cirka 400 sidor i månaden. Förutom serieproduktionen var han även en flitig illustratör av bok- och skivomslag.

### Utländska publiceringar
Endast delar av Kamimuras verk finns översatta till andra språk. På franska fanns 2016 ett knappt 20-tal samlingsvolymer av åtta av hans serier. På engelska fanns har endast Lady Snowblood givits ut – översättning av Shurayuki-hime i fyra samlingsvolymer.

## Utmärkelser

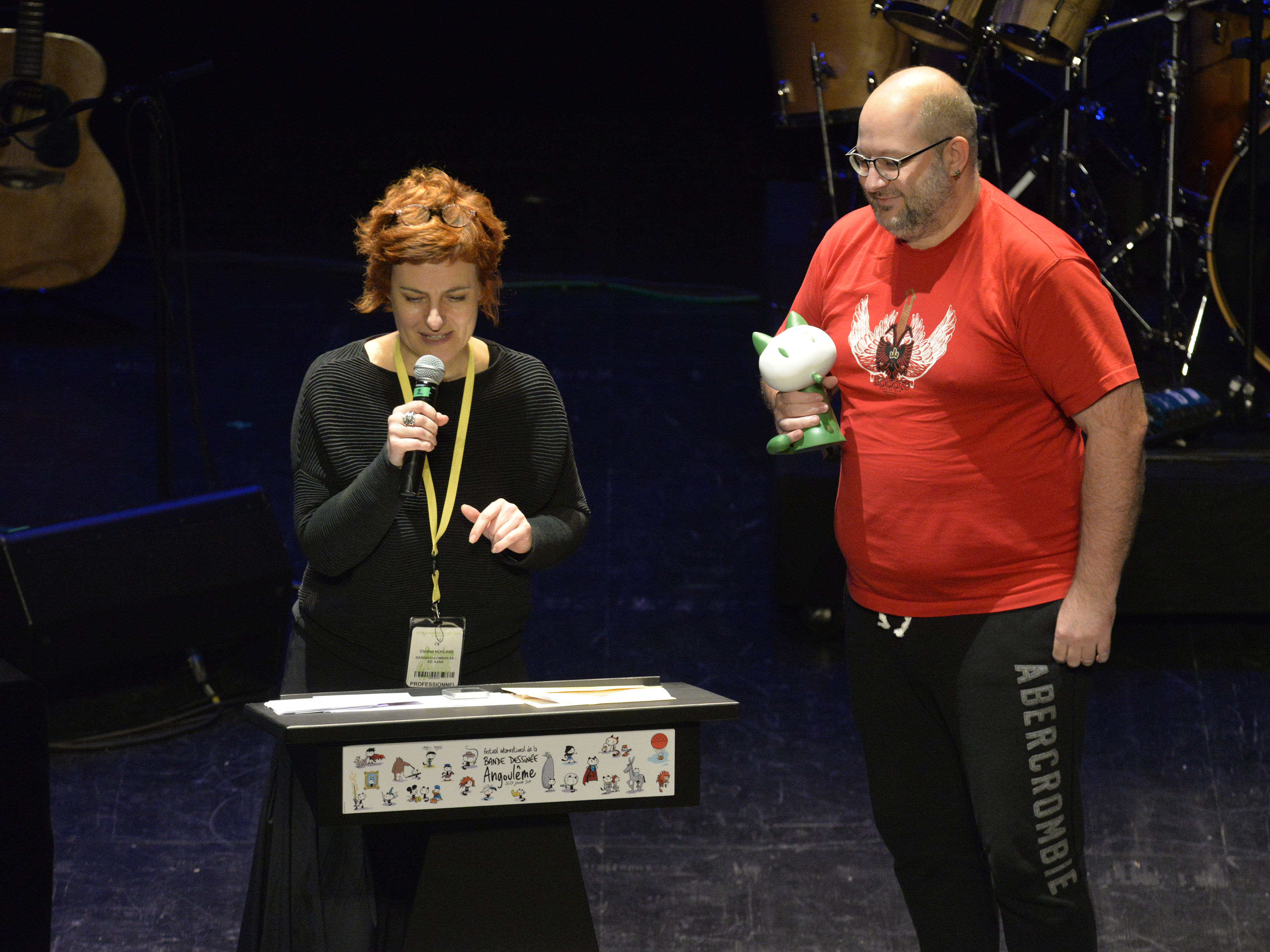
Christel Hoolans, Kazuo Kamimuras franska förläggare, tar emot "Fauve du patrimoine" från Jean-David Morvan, medlem av juryn i Angoulême.

- 2012 – Bédélys Monde (Prix Bédélys, Montréal), La Plaine du Kantô – (nominerad)[4]
- 2017 – Fauve d'Angoulême – "Prix du patrimoine" för den bästa återupptäckten/förnyelsen, för Le Club des divorcés (originaltitel: Rikon Club), under 2017 års festival i Angoulême.